# Apostoliche del Cuore di Gesù
Le Apostoliche del Cuore di Gesù (in spagnolo Apostólicas del Corazón de Jesús) sono un istituto religioso femminile di diritto pontificio: le suore di questa congregazione pospongono al loro nome la sigla A.C.J.

## Storia
La congregazione fu fondata da Luz Rodríguez Casanova: con il sostegno del cardinale Rafael Merry del Val, a partire dal 1902 aprì una rete di scuole nelle zone più povere ed emarginate di Madrid.
Per poter svolgere meglio ed estendere le sue opere di apostolato e assistenza sociale, consigliata dal suo direttore spirituale, il gesuita José María Rubio Peralta, il 31 maggio 1924 diede formalmente inizio alla congregazione delle dame apostoliche del Cuore di Gesù.
La congregazione ricevette il pontificio decreto di lode il 29 maggio 1943 e le sue costituzioni furono approvate definitivamente dalla Santa Sede il 20 novembre 1950.

## Attività e diffusione
Le religiose lavorano in scuole, dispensari, mense per poveri, pensionati per lavoratori, case di accoglienza per bisognosi e madri in difficoltà; si dedicano a varie opere di assistenza in favore di poveri e ammalati.
Oltre che in Spagna, le suore sono presenti in Angola e nelle Americhe (Bolivia, El Salvador, Messico, Perù, Repubblica Dominicana); la sede generalizia è a Madrid.
Alla fine del 2011 la congregazione contava 148 religiose in 31 case.